# 亟々知佳
亟々 知佳（じょうじょう ちか、1988年9月18日 - ）は、日本の女子ハンドボール選手。身長は約190センチメートル。兵庫県明石市出身。ポジションはゴールキーパー。
明石市立大久保北中学校でハンドボールを始め、夙川学院高校卒業後に広島メイプルレッズに入団した。高校時代にはU-18代表でゴールキーパーを務めており第1回女子ユース世界選手権の代表に選ばれている。